# برینکلی، کمبریج‌شر
برینکلی (به انگلیسی: Brinkley) یک روستا و محله مدنی در بریتانیا است که در کمبریج‌شر شرقی واقع شده‌است. برینکلی ۳۹۱ نفر جمعیت دارد.